# Creon (archont)
Creon (Oudgrieks: Κρε(ί)ων) was archon eponymos ("naamgevende archont") van Athene van 682 tot 681 v.Chr.
Hij was de eerste archont die in plaats van tien jaar - zoals voorheen het geval was - slechts een jaar regeerde, nadat zijn voorganger Eryxias was overleden of afgezet.

## Referentie
- art. Creon, in D. Van. Hoogstraten, Groot algemeen historisch, geographisch, genealogisch, en oordeelkundig woordenboek, III, Amsterdam - e.a., 1727, p. 383.